# Circonscription de Gera
La circonscription de Gera est une des 177 circonscriptions législatives de l'État fédéré Oromia, elle se situe dans la Zone Jimma. Sa représentante actuelle est Gebeyanesh Negash Beyene. 